# Petrovice (Třebíči járás)
Petrovice település Csehországban, a Třebíči járásban. Petrovice Třebíč, Hvězdoňovice, Krahulov, Okříšky, Přibyslavice és Nová Ves településekkel határos. Lakosainak száma 415 fő (2024. január 1.).

## Népesség
A település lakosságának változását az alábbi diagram mutatja:
| Lakosok száma | 373  | 422  | 509  | 700  | 457  | 403  | 422  | 425  | 417  | 415  |
|               | 1869 | 1890 | 1921 | 1950 | 1980 | 2001 | 2017 | 2019 | 2022 | 2024 |